# GVAV in het seizoen 1969/70
Het seizoen 1969/1970 was het 16e jaar in het bestaan van de Groningse betaaldvoetbalclub GVAV. De club kwam uit in de Nederlandse Eredivisie en eindigde daarin op de 17e plaats, dit hield in dat de club rechtstreeks degradeerde naar de Eerste divisie. Tevens deed de club mee aan het toernooi om de KNVB beker, hierin werd de club in de halve finale uitgeschakeld door PSV (0–1).

## Wedstrijdstatistieken

### Eredivisie
|       | ADO   | Ajax  | AZ '67 | DOS   | DWS   | Feijenoord | Go Ahead | Haarlem | Holland Sport | MVV   | NAC   | N.E.C. | PSV   | Sparta | SVV   | Telstar | FC Twente '65 |
| ----- | ----- | ----- | ------ | ----- | ----- | ---------- | -------- | ------- | ------------- | ----- | ----- | ------ | ----- | ------ | ----- | ------- | ------------- |
| Thuis | 0 – 2 | 1 – 3 | 4 – 1  | 0 – 1 | 1 – 0 | 0 – 1      | 1 – 1    | 0 – 2   | 0 – 2         | 1 – 0 | 0 – 2 | 0 – 1  | 0 – 3 | 0 – 0  | 1 – 0 | 1 – 1   | 0 – 0         |
| Uit   | 1 – 0 | 3 – 0 | 0 – 1  | 2 – 0 | 1 – 2 | 3 – 0      | 1 – 1    | 0 – 0   | 2 – 1         | 2 – 0 | 2 – 0 | 0 – 2  | 2 – 0 | 2 – 0  | 1 – 1 | 1 – 1   | 2 – 1         |

### KNVB beker
| 1e ronde                                           | Roda JC                   | 0 – 1 (0 – 1) | GVAV              |
| 19 oktober 1969 Plaats: Kerkrade Kaalheide         |                           |               | 10' Henk Cornelis |
| 2e ronde                                           | Feijenoord                | 0 – 1 (0 – 1) | GVAV              |
| 12 maart 1970 Plaats: Rotterdam Stadion Feijenoord |                           |               | 18' Bjarne Jensen |
| 3e ronde                                           | GVAV                      | 2 – 0 (1 – 0) | MVV               |
| 12 april 1970 Plaats: Groningen Oosterpark         | Bjarne Jensen 42', 89'    |               |                   |
| Kwartfinale                                        | GVAV                      | 1 – 0 (0 – 0) | AZ '67            |
| 22 april 1970 Plaats: Groningen Oosterpark         | Henk Oosterwold 57'       |               |                   |
| Halve finales                                      | PSV                       | 1 – 0 (1 – 0) | GVAV              |
| 14 mei 1970 Plaats: Nijmegen Goffertstadion        | Willy van der Kuijlen 14' |               |                   |

## Statistieken GVAV 1969/1970

### Eindstand GVAV in de Nederlandse Eredivisie 1969 / 1970
| Stand | Gespeeld | Gewonnen | Gelijk | Verloren | Punten | Doelpunten voor | Doelpunten tegen |
| ----- | -------- | -------- | ------ | -------- | ------ | --------------- | ---------------- |
| 17e   | 34       | 7        | 8      | 19       | 22     | 20              | 45               |

### Topscorers
| #      | Naam              | Goal |
| ------ | ----------------- | ---- |
| 1.     | Bjarne Jensen     | 3    |
| 1.     | Henk Oosterwold   | 3    |
| 3.     | Henk Cornelis     | 2    |
| 3.     | Peter Eimers      | 2    |
| 3.     | Frans Guns        | 2    |
| 3.     | Wim Visser        | 2    |
| 7.     | Johan Beuvink     | 1    |
| 7.     | Ole Fritsen       | 1    |
| 7.     | Hugo Hovenkamp    | 1    |
| 7.     | Tonny van Leeuwen | 1    |
| 7.     | Ferry Pettersson  | 1    |
| 7.     | Jan Schipper      | 1    |
| Totaal | Totaal            | 20   |

| #      | Naam            | Goal |
| ------ | --------------- | ---- |
| 1.     | Bjarne Jensen   | 3    |
| 2.     | Henk Cornelis   | 1    |
| 2.     | Henk Oosterwold | 1    |
| Totaal | Totaal          | 5    |

## Voetnoten
ADO ·
Ajax ·
AZ '67 ·
DOS ·
DWS ·
Feijenoord ·
Go Ahead ·
Haarlem ·
Holland Sport ·
GVAV ·
MVV ·
NAC ·
N.E.C. ·
PSV ·
Sparta ·
SVV ·
Telstar ·
FC Twente '65